# 193 (عدد)
193 هو عدد صحيح. طبيعي بين 192 و194

## في الرياضيات

### خصائص
- 193عدد أولي
- 193عدد فردي
- 193عدد ناقص